# Gymnocephalus schraetser
 Gymnocephalus schraetser és una espècie de peix de la família dels pèrcids i de l'ordre dels perciformes.
És un peix d'aigua dolça, demersal i de clima temperat (4 °C-18 °C; 49°N-43°N, 8°E-30°E), el qual forma moles en els fons fangosos i sorrencs dels rius grans i amb corrent moderat.
Es troba a la conca del riu Danubi a Àustria, Bulgària, Txèquia,
Alemanya, Hongria, Romania,
Sèrbia i Ucraïna.

## Morfologia
Els mascles poden assolir els 30 cm de longitud total (normalment, en fa 15) i 250 g de pes. Tenen 17-19 espines a l'aleta dorsal i 3 franges discontínues fosques al llarg dels flancs.
Normalment, és nocturn però també menja durant el dia petits invertebrats (sobretot, mol·luscs).
Fresa per primera vegada en arribar als 2-3 anys de vida (quan fa entre 120 i 160 mm de llargària) i entre l'abril i el juny. En general, una sola femella s'aparella amb diversos mascles i diposita els ous, enganxosos, a les pedres. Les larves són bentòniques.
La seua esperança de vida és de 15 anys.